# Vlastnický kostel
Vlastnický kostel (něm. Eigenkirche, lat. ecclesia propria) označuje majetkoprávní postavení některých kostelů (případně i klášterů), které bylo běžné především v 8. a 9. století.

## Historie
Postavení vlastnických kostelů vychází z germánského pojetí pozemkového vlastnictví, podle kterého sakrální stavba stojící na pozemku vlastníka patří vlastníkovi se vším všudy, tedy jak v temporálním (dávky apod.), tak spirituálním ohledu (duchovní správa, udílení svátostí), což znamenalo, že duchovní správci byli dosazováni zcela dle libovůle majitele a byli na něm ekonomicky závislí. Ačkoliv takovýto model byl vlastní Germánům, záhy se prosadil i v románských zemích. Pozici duchovních zlepšil Capitulare ecclesiasticum z roku 819 od Ludvíka Pobožného, kde bylo stanoveno, že nesměl být vysvěcen nikdo nesvobodný a musel být zaopatřen určitým kapitálem. Kapitulář zároveň stanovil, že dosazování a odvolávání z funkce se mělo dít za souhlasu biskupa. Od 11. století církev bojovala výrazně proti laické investituře, která byla odsuzována jako svatokupectví, a v průběhu 12. století vlastnické kostely prakticky zanikly, a majitelé si nad kostelem zachovali již jen pravomoc v podobě patronátního práva.